# UCI-BMX-Racing-Weltcup 2012
Beim UCI-BMX-Racing-Weltcup 2012, auch UCI-BMX-Supercross-Weltcup genannt, wurden durch die Union Cycliste Internationale die Weltcup-Sieger im BMX-Rennsport ermittelt.

## Termine
Der Weltcup-Kalender enthielt vier Rennen in verschiedenen Ländern, verteilt über den Zeitraum von März bis September.
- Chula Vista: 30. und 31. März
- Randaberg: 13. und 14. April
- Papendal: 12. und 13. Mai
- Abbotsford: 14. und 15. September

Jedes Rennen ging über zwei Tage, wobei am ersten Tag das Zeitfahren stattfand und am zweiten Tag die Finalläufe. Im Zeitfahren wurden für einen Sieg 50 Punkte vergeben, im Finallauf 200 Punkte; die nachfolgenden Teilnehmer erhielten in Abstufungen weniger Punkte.

## Männer
Zeitfahren
| # | Datum         | Ort         | Erster         | Zweiter          | Dritter        |
| - | ------------- | ----------- | -------------- | ---------------- | -------------- |
| 1 | 30. März      | Chula Vista | Connor Fields  | Māris Štrombergs | Corben Sharrah |
| 2 | 13. April     | Randaberg   | Connor Fields  | Liam Phillips    | Joris Daudet   |
| 3 | 12. Mai       | Papendal    | Connor Fields  | Māris Štrombergs | Twan van Gendt |
| 4 | 14. September | Abbotsford  | Sam Willoughby | Tory Nyhaug      | Twan van Gendt |

Rennen
| # | Datum         | Ort         | Erster           | Zweiter        | Dritter        |
| - | ------------- | ----------- | ---------------- | -------------- | -------------- |
| 1 | 31. März      | Chula Vista | Connor Fields    | Sam Willoughby | David Herman   |
| 2 | 14. April     | Randaberg   | Connor Fields    | Sam Willoughby | Carlos Oquendo |
| 3 | 13. Mai       | Papendal    | Māris Štrombergs | Sam Willoughby | David Herman   |
| 4 | 15. September | Abbotsford  | Twan van Gendt   | Sam Willoughby | Brian Kirkham  |

Gesamtwertung
| Platz | Name           | Punkte |
| ----- | -------------- | ------ |
| 1     | Sam Willoughby | 743    |
| 2     | Connor Fields  | 722    |
| 3     | Twan van Gendt | 512    |
| 4     | Tory Nyhaug    | 505    |
| 5     | David Herman   | 440    |
| 6     | Brian Kirkham  | 411    |

## Frauen
Zeitfahren
| # | Datum         | Ort         | Erste             | Zweite                | Dritte          |
| - | ------------- | ----------- | ----------------- | --------------------- | --------------- |
| 1 | 30. März      | Chula Vista | Caroline Buchanan | Arielle Martin        | Amanda Carr     |
| 2 | 13. April     | Randaberg   | Caroline Buchanan | Laëtitia Le Corguillé | Brooke Crain    |
| 3 | 12. Mai       | Papendal    | Caroline Buchanan | Alise Post            | Manon Valentino |
| 4 | 14. September | Abbotsford  | Caroline Buchanan | Felicia Stancil       | Laura Smulders  |

Rennen
| # | Datum         | Ort         | Erste             | Zweite                | Dritte                |
| - | ------------- | ----------- | ----------------- | --------------------- | --------------------- |
| 1 | 31. März      | Chula Vista | Magalie Pottier   | Laëtitia Le Corguillé | Amanda Geving         |
| 2 | 14. April     | Randaberg   | Caroline Buchanan | Magalie Pottier       | Alise Post            |
| 3 | 13. Mai       | Papendal    | Alise Post        | Caroline Buchanan     | Laëtitia Le Corguillé |
| 4 | 15. September | Abbotsford  | Laura Smulders    | Kirsten Dellar        | Abbie Taylor          |

Gesamtwertung
| Platz | Name                  | Punkte |
| ----- | --------------------- | ------ |
| 1     | Caroline Buchanan     | 780    |
| 2     | Magalie Pottier       | 587    |
| 3     | Alise Post            | 524    |
| 4     | Laura Smulders        | 445    |
| 5     | Laëtitia Le Corguillé | 430    |
| 6     | Brooke Crain          | 416    |